# Ариете
Ариете или Ариете Ц1 (C1 Ariete) е италиански боен танк произвеждан от 1995 г. до наши дни. Разработен е от консорциума между Ивеко-ФИАТ(шаси и двигател) и ОТО-Мелара (купол и система за контрол на огъня) – италиански производител на военна техника. Разработката му започва след 1984 г. Първоначалното му означение е било OF-45 и до края на 1988 г. са били построени 6 опитни екземпляра. По-късно получава името „Ариете“ (таран)
Теглото на машината е 54 тона. Може да оперира на разстояние до 600 km с едно зареждане. В италианската армия се използват 200 броя.

## Двигател
Машината е проектирана по традиционна схема със задноразположено моторно-трансмисионно отделение. Двигателят е дизелов, 12-цилиндров V-образен с турбокомпресор, развиващ мощност 1250 к.с. при 2300 оборота. Развива максимална скорост от 65 км/ч и ускорява от 0 до 32 км/ч за 6 сек. Оборудван е с автоматична двупоточна хидромеханична трансмисия ZF LSG3000.
Бронята е многослойна – метални листове и композитни материали. Бордът е защитен от противокумулативни екрани. За защита и маскировка от двете страни на куполата са разположени 66 мм 4-цевни гранатомета.

## Ходова част
Ходовата част на танка се състои от седем опорни и четири поддържащи ролки от всяка страна. Опорните ролки са закрепени на торсионни механизми и амортизатори на 1, 2, 3, 6 и 7 мъзел. Веригата е с гумено-металически шарнири и сваляеми възглавнички.
Танкът е снабден с оборудване за преодоляване на прегради до 4 м.

## Въоръжение
Основното въоръжение на танка включва 120 мм гладкостволно оръдие, разработено от OTO Бреда. То е снабдено с димов ежектор и топлинноизолационен кожух и двупосочен стабилизатор. С оръдието е сдвоена и 7,62 мм картечница MG 42/59, с която могат да стрелят мерачът или командирът на танка. Втора – зенитна 7,62 мм картечница MG 42/59 е разположена на купола и може да бъде използвана от пълнача.
Системата за управление на огъня, проектирана от Galileo Avionica, включва дневни и нощни прибори за наблюдение, лазерен далекомер и термовизор, стабилизирани мерници на командира и мерача, дигитален балистичен изчислител, отчитащ скоростта на вятъра, влажността, надморската височина, както и наклона на цапфните оси, барутния заряд и др.
Боекомплетът включва 42 снаряда, от които 15 са разположени в задната част на куполата и отделени от екипажа с бронирана врата, а 27 – в бойното отделение, встрани от механик-водача.